# ハニースパイスRe.
ハニースパイスRe.（ハニースパイス、略称：ハニスパ）は、2019年5月に結成した日本の女性アイドルグループである。
所属事務所は株式会社プリュ。2012年に結成し、2017年12月31日をもって解散したハニースパイスを前身とし、TOKYO SWEET PARTYを経て、2019年5月に再結成した。再結成後のグループ名をハニースパイスRe.と表記している。
この記事では旧体制のハニースパイスについても合わせて記述する。

## 概要
2012年10月4日、 ロマンスターズ主催ライブvol.3にて「ハニースパイス」として吉沢七海、夏目ゆき、橘ありか、白石ゆのの4人で結成。所属事務所はジオプロモーション。
コンセプトとして「世界初のトランス系アイドルグループ」を名乗り、トランス、ユーロビート、EDMを基調としたアップテンポな楽曲を引っさげて活動していた。
2014年9月にメジャーデビューを発表していたが、翌年3月、「現状のレベルではメジャーで通用しない」ことを理由にメジャー・デビューを撤回。
2016年9月、株式会社プリュに所属事務所を移籍。
2017年、初期メンバーがいなくなったことを理由に解散し、残る3名で「TOKYO SWEET PARTY (トスパリ)」を結成。
2019年5月21日、トスパリから平野ほのか、ひなたななこ、桜井まあかの3名に、新たなメンバー4名を加えて、ハニースパイスRe.として再始動。プロデューサーにへなぎ（トイプラ代表取締役 木本憲志）を起用した。コンセプトは旧体制と同じく「EDM・トランス楽曲」。
2019年7月、1stシングル『RENEW/恋のカラフルマジック(2019ver)』を発売。レーベルをエイフォース・エンタテイメント、販売を徳間ジャパンコミュニケーションズが行い、待望のメジャーデビューとなった。
2020年6月、2ndシングル『Honeys!!!/Happy(2020ver.)』をrock fieldより発売。

## メンバー

### ハニースパイスRe.(現体制)
| 名前                        | 愛称   | 生年月日              | カラー | 活動時期                       | 出身地 | 身長  | 備考                                         |
| --------------------------- | ------ | --------------------- | ------ | ------------------------------ | ------ | ----- | -------------------------------------------- |
| 桜井 まあか さくらい まあか | まあか | 1999年2月19日（26歳） | 紫     | 2019年5月21日 -                | 静岡県 | 166cm | 元TOKYO SWEET PARTY。                        |
| 夏野 ふみか なつの ふみか   |        | 2000年6月11日（24歳） | 赤     | 2023年1月22日 - 2024年10月30日 |        |       | 元ハートの心電図                             |
| 北園 かりん きたぞの かりん | かりん | 2000年9月17日（24歳） | 黄     | 2023年5月2日 -                 | 山口県 | 146cm | 元NEW CODOMO PROTEAN                         |
| 瀬川 ゆうか せがわ ゆうか   | ゆうか | 2002年5月15日（23歳） | ピンク | 2023年5月2日 -                 | 北海道 | 164cm | 元ぺろぺろきゃんでぃ                         |
| 陽丸 ゆり ひまる ゆり       |        | 5月7日                | 黄     |                                |        |       |                                              |
| 姫乃 れいな ひめの れいな   |        | 1999年8月8日（25歳）  | 白     |                                |        |       | 元restart♡girl’s、元UPローチ、元HIGH SPIRITS |

#### 過去の所属メンバー
| 名前                        | 愛称           | 生年月日               | カラー   | 活動時期                       | 出身地         | 備考 |  |
| --------------------------- | -------------- | ---------------------- | -------- | ------------------------------ | -------------- | --- |  |
| 姫乃 萌 ひめの もえ         | もえちゃん     | 2002年5月17日（23歳）  | 白       | 2019年5月21日 - 2020年2月12日  | 大阪府         | 元おやすみセカイ。 |  |
| ひなた ななこ               | ななこ         | 1998年3月25日（27歳）  | 赤       | 2019年5月21日 - 2020年3月30日  | 奈良県         | 旧ハニスパの解散時メンバー、元TOKYO SWEET PARTY。                                                                                  |  |
| 逢沢 ありあ あいざわ ありあ | ありあちゃん   | 12月2日(年齢非公表)    | 水色     | 2019年5月21日 - 2020年11月30日 | 京都府         | 元アンドクレイジー、元garnet.garnet..。                                                                                            |  |
| 木咲 りん きさき りん       | りんちゃん     | 1998年2月2日（27歳）   | オレンジ | 2019年5月21日 - 2021年3月7日   | 東京都         | 元バクステ外神田一丁目。スリーサイズB90W64H90。 卒業後、綺星★フィオレナードに加入。                                                |  |
| 雪白 はるか ゆきしろ はるか | はるるん       | 1997年5月24日（27歳）  | 白       | 2020年3月2日 - 2022年5月24日   | 埼玉県         | 元おみやげ。スリーサイズB80W56H83。 トイプラ所属                                                                                   |  |
| 平野 ほのか ひらの ほのか   | のんちゃん     | 1996年10月11日（28歳） | 黄       | 2019年5月21日 - 2022年12月24日 | 北海道         | 元リーダー。ハニースパイスの解散時リーダー。 元LOVE∞POINT（旧名・平野梨花）、元TOKYO SWEET PARTY。                                 |  |
| 宮花 もも みやはな もも     | みやももちゃん | 1996年10月15日（28歳） | ピンク   | 2019年5月21日 - 2022年12月24日 | 埼玉県         | 元PLC（旧名・宮川桃佳）。元お掃除ユニット川越CLEAR'S。元ゆめみどき。ガーリー担当スリーサイズB85W58H86。 卒業後、メイビーMEに加入。 |  |
| 羽鳥 みお はとり みお       | みいちゃ       | 1998年7月20日（26歳）  | 赤       | 2020年3月2日 - 2022年12月24日  | 愛知県名古屋市 | 元藍色アステリズム。 トイプラ所属                                                                                                  |  |
| 茉白 まむ ましろ まむ       | まむまむ       | 2000年10月19日（24歳） | 白       | 2022年6月3日 - 2023年11月9日   |                | 元ミルキートリック。 |  |
| 潤水 つぶら うるみ つぶら   | うるちゃん     | 2004年3月22日（21歳）  | 水色     | 2021年5月1日 - 2024年2月21日   |                | 元ぴりおど。 |  |
| 天宮 るな あまみや るな     | るなち         | 2001年4月10日（24歳）  | オレンジ | 2021年6月26日 - 2024年9月10日  | 埼玉県         | 元UPローチ。 |  |

### ハニースパイス (旧体制)

#### 解散時点（2017年12月31日）のメンバー
| 名前                      | 愛称                 | 生年月日               | カラー           | 活動時期                        | 加入期 | 出身地 | 備考 |
| ------------------------- | -------------------- | ---------------------- | ---------------- | ------------------------------- | ------ | ------ | --- |
| 平野 ほのか ひらの ほのか | のんちゃん           | 1996年10月11日（28歳） | ピンク           | 2015年5月1日 - 2017年12月31日   | 4期    | 北海道 | 解散時点でのリーダー。 解散後、TOKYO SWEET PARTY結成メンバーとなる（リーダー）。                                      |
| 高森 あむ たかもり あむ   | あむちゃん、あむ太郎 | 1995年10月30日（29歳） | パープル         | 2016年10月23日 - 2017年12月31日 | 5期    | 埼玉県 | 卒業後、花の色リミテッド(葉月あむ名義)を経て、メルティハート・Glim Assembler（恵深あむ名義）で活動。                  |
| ひなた ななこ             | ななこ               | 1998年3月25日（27歳）  | ホワイト→ レッド | 2016年10月23日 - 2017年12月31日 | 5期    | 奈良県 | 元Le Siana。解散後、TOKYO SWEET PARTY結成メンバーとなる。                                                             |
| 中西 りん なかにし りん   | りゃあちゃん         | 1998年9月3日（26歳）   | イエロー         | 2017年4月30日 - 2017年12月31日  | 6期    | 奈良県 | 元踊ってみた動画にて活動。 卒業後、TOKYO SWEET PARTY結成メンバー(中西りな名義)を経て、KATA☆CHUで活動（逢坂りな名義)。 |
| 一宮 ゆり いちみや ゆり   | ゆーちゃ             | 2001年12月31日（23歳） | オレンジ         | 2017年10月15日 - 2017年12月31日 | 7期    | 埼玉県 | 卒業後、JYA☆PONで活動（平瀬なぎ名義）。                                                                               |

#### 解散前に卒業・脱退したメンバー
| 名前                        | 愛称       | 生年月日               | カラー   | 活動時期                       | 加入期 | 出身地 | 備考 |  |
| --------------------------- | ---------- | ---------------------- | -------- | ------------------------------ | ------ | ------ | --- |  |
| 夏目 ゆき なつめ ゆき       | ゆきティ   | 1990年8月10日（34歳）  | なし     | 2012年10月4日 - 2013年3月17日  | 1期    | 福岡県 | |  |
| 白石 ゆの しらいし ゆの     | ゆのりんこ | 1992年3月10日（33歳）  | ピンク   | 2012年10月4日 - 2015年4月15日  | 1期    | 東京都 | 卒業後、しらいしゆのに改名。 ダイヤモンドルフィー（活動停止）、アンピクシープーペで活動(後に解散)。                                                                       |  |
| 吉沢 七海 よしざわ ななみ   | ななみん   | 1988年10月29日（36歳） | 水色     | 2012年10月4日 - 2014年10月29日 | 1期    | 福岡県 | 元リーダー。身長154cm、スリーサイズB80W56H83cm。 卒業後、パチスロライターとして活動。                                                                                     |  |
| 橘 ありか たちばな ありか   | ありたん   | 1990年5月31日（34歳）  | レッド   | 2012年10月4日 - 2017年3月1日   | 1期    | 長崎県 | 2015年10月26日-2018年5月31日プロデューサー（2015年10月26日-2017年3月1日はメンバー兼任）                                                                                   |  |
| 松本 あきな まつもと あきな | あきにゃん | 1996年2月3日（29歳）   | パープル | 2013年3月 - 2015年4月15日      | 2期    | 東京都 | 卒業後、滝沢あきなに改名。ワンダーウィードで活動（卒業）。 |  |
| 菅谷 さき すがや さき       | さきちー   | 1994年9月23日（30歳）  | イエロー | 2014年9月28日 - 2017年3月20日  | 3期    | 長野県 | 卒業後桃色革命に加入(茜屋さき名義)。 後にparteaに加入(逸見サキ名義)。 後にかかかぶぶぶききき!!!に加入(SAKI名義)。                                                         |  |
| 山下 ゆな やました ゆな     | ゆなぴょん | 1996年3月5日（29歳）   | グリーン | 2015年5月1日 - 2015年11月11日  | 4期    | 東京都 | 元アイドルカレッジ |  |
| 伊藤 里織 いとう さおり     | さおちゅ   | 1993年4月10日（32歳）  | ブルー   | 2015年5月1日 - 2017年3月20日   | 4期    | 茨城県 | セクシー担当。身長154cm、スリーサイズB87W58H86cm。 卒業後、グラビアアイドル、マジシャンとして活動。 現在KNUoNEWで活動(八木咲音里名義)。                                   |  |
| 永瀬 かれん ながせ かれん   | かこちん   | 1995年10月10日（29歳） | ブルー   | 2017年4月30日 - 2017年8月29日  | 6期    | 新潟県 | 元踊ってみた動画にて活動(ますい☆.名義)。 元なちゅらリウム.vivid(増井星名義)。 卒業後 アリスインプロジェクト舞台「スーパーマンガ大戦 オルタナティブ」 に出演(渡邊星名義)。 |  |

## 略歴

### ハニースパイス
2012年
- 10月4日 ロマンスターズ主催ライブvol.3にてデビュー（結成メンバーは吉沢七海、夏目ゆき、橘ありか、白石ゆのの4人）。

2013年
- 3月17日 夏目ゆきが卒業。
- 10月24日 渋谷DESEOにて1stワンマンライブ開催。

2014年
- 2月22日 新宿MARSにて2ndワンマンライブ開催。
- 9月28日 新宿ReNYにて3rdワンマンライブ開催。菅谷さきが加入。
- 10月29日 吉沢七海が卒業[38]。

2015年
- 3月15日 予定されていたメジャーデビューの白紙を発表[5][6]。
- 4月15日 松本あきな、白石ゆのが卒業。橘ありかが卒業撤回を発表[39][40][41]。
- 5月1日 伊藤里織、山下ゆな、平野ほのかが加入。
- 7月11-12日 ロンドンで開催された HYPER JAPAN Festival2015 に出演。初の海外遠征。
- 7月20日 SEKIGAHARA IDOL WARS 2015〜関ケ原唄姫合戦〜（岐阜県関ケ原町・桃配運動公園）に出演。
- 10月26日 TSUTAYA O-WESTにて4thワンマンライブ開催。橘ありかのプロデューサー就任発表（リーダー兼任）。
- 11月11日 山下ゆなが卒業。

2016年
- 2月7日 渋谷clubasiaにて5thワンマンライブ開催。
- 3月～ 全国ツアー「HOME PARTY」開催[42]。
  - 3月6日 長崎・アストロスペース
  - 3月26日 長野・ジャンクボックス
  - 4月2日 茨城・水戸ソニック
  - 4月24日 北海道・札幌DUCE
  - 4月26日 東京・duo MUSIC EXCHANGE
- 7月23-24日  SEKIGAHARA IDOL WARS 2016〜関ケ原唄姫合戦〜（岐阜県関ケ原町・桃配運動公園）に出演。メインステージである徳川ステージに立つ。
- 9月 ライブフェス「忍者WARS」1日目に出演[43]。
- 10月23日 新宿ReNYにて6thワンマンライブ BIG WAVE Second Impact開催。高森あむ、ひなたななこが加入。
- 12月8日 菅谷さきが適応障害のため活動休止を発表。
- 12月17日 徳間書店より初の写真集を発売。

2017年
- 3月1日 橘ありかが卒業（プロデューサーは継続）。
- 3月20日 菅谷さき、伊藤里織が卒業。
- 4月30日 永瀬かれん、中西りなが加入。
- 8月29日 永瀬かれんが卒業。
- 10月1日 中スポ音楽祭（名古屋ReNY limited）にて『中日スポーツ賞』を受賞[44]。
- 10月15日 一宮ゆりが加入。
- 10月15日 渋谷RUIDO K2にて7thワンマンライブ開催。この場で12月31日をもって解散することと、2018年1月にTOKYO SWEET PARTYとしてデビューすることを発表[45]。
- 11月18日 中国 広州市191spaceでの対バンライブ出演。翌19日には同所にて海外初のワンマンライブ開催。
- 12月1日 12月31日の解散ライブをもって高森あむが脱退、一宮ゆりが卒業することを発表。
- 12月31日 TwinBox AKIHABARAで解散ライブを行ない、解散。

### 解散から復活まで
2018年
- 1月3日 ハニスパ解散時のメンバー5人中3人（平野ほのか、ひなたななこ、中西りな）によりTOKYO SWEET PARTY（略称トスパリ）を新結成し、ハニスパの楽曲の多くがこのグループに引き継がれた。
- 2月25日 新宿ReNYで北野めぐみと桜井まあかがトスパリ候補生としてデビュー。
- 3月31日 北野めぐみと桜井まあかのトスパリ正規メンバーとしての加入（4月6日デビュー）を発表。
- 5月4日 中西りながトスパリを卒業。
- 7月21-22日 トスパリがSEKIGAHARA IDOL WARS 2018〜関ケ原唄姫合戦〜（岐阜県関ケ原町・桃配運動公園）に出演。

2019年
- 3月7日 ハニースパイス再結成と、メンバーの公募、プロデューサーにへなぎ（TOY Planet*代表取締役 木本憲志）を起用することを発表。
- 4月28日 グループ名「ハニースパイスRe.」と、メンバー7名を発表。このうち3名（平野ほのか、ひなたななこ、桜井まあか）はトスパリのメンバーが兼任する形となった。

なお、ハニスパ復活後のトスパリは、兼任組の3名が7月28日までに卒業してハニスパ専任となり、8月から10月の間は残った北野めぐみがソロ活動を行ったが、11月より新メンバー4名を加えユニット名を【eN】（えん）に変更して再出発することとなった。この間、9月22日にはファンからのプレゼント企画「TOKYO SWEET PARTY 限定復活ワンマンライブ」を、ひなたななこの出身地・奈良（奈良NEVERLAND）で開催し、1日限定で4名のトスパリが復活した。

### ハニースパイスRe.
2019年
- 5月1日 新宿ReNYでプレデビュー[46][47]。
- 5月21日 渋谷TAKE OFF 7でデビューワンマンライブ開催（正式デビュー）[48]。
- 6月15日 IDOLCONTENTEXPO SUMMER PREMIUM LIVE（新木場 STUDIO COAST メインステージ）に出演。
- 6月16日 ひなたななこがトスパリを卒業。ハニスパ専任となる。
- 6月22日-8月4日 東名台ハニスパお披露目ツアー‼️
  - 6月22日 名古屋・伏見ライオンシアター
  - 7月7日 東京・渋谷DESEO
  - 8月4日 台湾・杰克音樂（ジャックスタジオ）
  - 8月10日 大阪追加公演・日本橋コクリア
- 6月27日 GIRLS BOX VOL.120（渋谷 TSUTAYA O-EAST）に出演。
- 6月29日 アイドルジェネレーション vol.57（三浦海岸 OTODAMA SEA STUDIO）に出演。
- 7月5日 「RENEW」が KBS京都ラジオ「だって♡好きなんだもん！」のエンディングテーマ曲に採用される[49]。
- 7月20-21日  SEKIGAHARA IDOL WARS 2019〜関ケ原唄姫合戦〜（岐阜県関ケ原町・桃配運動公園）に出演。
- 7月28日 平野ほのかと桜井まあかがトスパリを卒業。先に卒業したひなたななこも合わせトスパリ兼任メンバー3人は全員ハニスパ専任となった。
- 7月31日 1stシングル『RENEW/恋のカラフルマジック（2019ver）』をエイフォース・エンタテイメント×クラウン徳間からメジャーリリース。
- 8月11-12日 ドラゴンクイーンズフェスティバル（滋賀県竜王町）に出演。
- 8月27-30日 HNGSONIC（27日 大阪・梅田Zeella・梅田バナナホール、28-30日 名古屋 RAD HALL・ReNY Limited・CLUB QUATTRO）に出演。
- 9月28-29日 LIVE PRO FESTIVAL 2019（札幌 Zepp Sapporo・Sound Lab mole・Space Art Studio）に出演。
- 10月5日 タイ・バンコクで開催された「mini TIF in Bangkok Vol.1」に出演。
- 10月13日 「ハニースパイスRe. 1stワンマンLIVE -RENEW-」（新宿ReNY）を開催。
- 10月24日 「東京ラーメンショーコラボライブ 全力少女RとハニースパイスReの2マンライブ」（駒沢オリンピック公園）に出演。
- 10月29,31日 「SHIBUYAアルティメットハロウィン2019」（渋谷 VUENOS, duo MUSIC EXCHANGE）に出演。

2020年
- 1月7日 宮花ももが1月7日発売の『Cream』2月号にて初表紙、巻頭グラビア[22][50]。
- 1月18日〜2月20日 ハニスパ東名阪ツアー -Honeys!!!-を開催。
  - 1月18日 名古屋・ell.SIZE
  - 2月2日 大阪・アメリカ村DROP
  - 2月9日 北海道・SPiCE(追加公演)
  - 2月20日 東京・TSUTAYA O-WEST[51]
- 2月12日 姫乃萌が脱退[52]。
- 2月20日 5月5日に2ndシングル「Honeys!!! / Happy（2020ver.）」をリリースすることが決定[51]。
- 3月1日 新メンバーとして羽鳥みお、雪白はるかの加入が発表[53]。
- 3月2日 羽鳥みお、雪白はるかが加入。
- 3月30日 ひなたななこが卒業。
- 5月14日 宮花ももが「サキドルエースSURVIVAL SEASON10」にエントリー[54][55][56][57]。
- 6月9日 2ndメジャーリリース「Honeys!!!/Happy(2020ver.)」発売。6月8日付けオリコンデイリーランキング1位獲得。
- 8月29日 新型コロナウイルスの感染検査において陽性となったメンバーが確認された発表[58]。
- 10月14日 渋谷TSUTAYA O-EASTで2ndワンマンライブ開催[59]。
- 10月15日 宮花ももがYouTubeチャンネルを開設[60]。
- 11月24日 宮花ももが『週刊FLASH』のグラビアに登場[61][62][63]。
- 11月30日 逢沢ありあが脱退。
- 12月12日〜2021年3月7日 ハニースパイスRe. 2020-2021 全国凱旋ツアー”Thanks!!!!"を開催。
  - 12月12日 さいたまHeven's Rock
  - 1月9日 名古屋ReNY limited
  - 1月11日 ROXY SHIZUOKA
  - 2月7日 渋谷Veats
  - 2月14日 川越DEPARTURE
  - 2月27日 札幌Sound Lab mole
  - 3月7日 新宿ReNY(Final公演)

2021年
- 3月7日 木咲りんが卒業。
- 5月1日 「ハニースパイスRe. 2周年記念Fes-ハニスパーティ！-」をバトゥール東京にて開催[注釈 2]。潤水つぶらが加入[64]。
- 5月23日〜25日 ハニースパイスRe.2周年記念ワンマンライブを東名阪3会場にて3日連続で開催。
  - 5月23日 梅田BANANA HALL
  - 5月24日 NAGOYA ReNY Limited
  - 5月25日 TSUTAYA O-WEST
- 6月26日 「ハニースパイスRe. 2周年記念Fes-ハニスパーティ！-」をZepp Tokyoにて開催。UPローチより天宮るなが移籍し加入。[65]
- 6月30日 同日をもってへなぎがプロデューサーを退任。
- 9月25日〜12月24日 ハニースパイスRe.全国6都市ツアー『Me・Me・Me メリーゴーランド』を開催。
  - 9月25日 北海道・space art studio
  - 11月6日 福岡・Queblick
  - 11月7日 沖縄・Cyber-box
  - 11月28日 名古屋・大須X-HALL
  - 12月19日 大阪・梅田BANANA HALL[注釈 3]
  - 12月24日 東京・白金高輪SELENE b2

2022年
- 5月1日 「ハニースパイスRe.3周年記念ワンマンライブ＜ハニスパ3周年！全員Honeysになれ！＞」を渋谷ストリームホールにて開催。[66]
- 5月24日 雪白はるかが卒業。[67]
- 6月9日 茉白まむが加入。[68]
- 7月10日〜12月24日 ハニースパイスRe.頭文字ツアーを開催。
  - 7月10日 愛知・CLUB SARU
  - 7月18日 埼玉・川越DEPARTURE
  - 8月20日 千葉・柏Thumb Up
  - 9月10日 北海道・Space Art Studio
  - 9月24日 大阪・心斎橋VARON
  - 10月16日 宮城・仙台ROCKATERIA
  - 10月29日 横浜・7th AVENUE
  - 11月12日 静岡・G-SIDE
  - 11月23日 新潟・GOLDEN PIGS BLACK
  - 12月4日 福岡・OP's
  - 12月24日 東京・TOKYO DOME CITY HALL
- 8月3日 3rdメジャーリリース「真夏のDiary」発売。
- 12月24日、TOKYO DOME CITY HALLでのライブをもって平野ほのか、宮花もも、羽鳥みおが卒業[69]。

2023年
- 1月22日 夏野ふみかが加入。[70]
- 5月2日 「ハニースパイスRe.4周年ワンマンライブ『Re:BORN』」を恵比寿LIQUIDROOMにて開催。北園かりん、瀬川ゆうかが加入。[71]
- 11月9日 茉白まむが卒業。[72]

2024年
- 2月21日 潤水つぶらが卒業[73]。
- 3月18日 陽丸ゆり、姫乃れいな、宮花ももの加入を発表。4月30日にお披露目される[74]。
- 9月10日 天宮るなが卒業[75]。

## ディスコグラフィ

### ハニースパイス
| #   | リリース日    | タイトル           | カップリング                                               | 販売形態 | 備考 |
| --- | ------------- | ------------------ | ---------------------------------------------------------- | -------- | --- |
| 1st | 2013年2月9日  | JUMP!!!!           | なし                                                       | CD       | 作詞 吉沢七海&鎌田紘子 作曲 三浦京介 編曲 有木竜朗                                                            |
| 2nd | 2013年6月14日 | Sunflower          | TKS                                                        | CD       | 作詞 yamato 作曲 三浦京介 編曲 三浦京介                                                                       |
| 3rd | 2013年9月24日 | Happy              | ドラマティック恋サマー                                     | CD       | 作詞 三浦京介 作曲 Maro 編曲 Maro オリコンデイリーランキング7位 ウイークリーランキング73位                    |
| 4th | 2014年1月28日 | 恋愛Emergency      | ぷるぷリズム                                               | CD       | 作詞 ken 作曲 宮川麿 編曲 宮川麿 オリコンデイリーランキング4位 ウイークリーランキング49位                     |
| 5th | 2015年9月30日 | 希望の未来         | Endless Summer Melody                                      | CD       | 作詞 ken 作曲 宮川麿 編曲 宮川麿 オリコンウイークリーランキング85位                                           |
| 6th | 2017年1月3日  | Girls be ambitious | don't let me go Survival（通常盤） あなたに夢CHU（限定盤） | CD       | 作詞 石川琉太郎 霧嶋凛月 作曲 石川琉太郎 編曲 宮川麿 オリコンデイリーランキング6位 ウイークリーランキング19位 |

### ハニースパイスRe.
| #   | リリース日    | タイトル                              | カップリング             | 販売形態 | 備考 |
| --- | ------------- | ------------------------------------- | ------------------------ | -------- | --- |
| 1st | 2019年7月31日 | RENEW 恋のカラフルマジック（2019ver） | 恋愛Emergency            | CD       | 作詞 利根川貴之 作曲 利根川貴之 Dr.Usui 坂和也 編曲 Dr.Usui & Wicky.Recordings 作詞 三浦京介 作曲・編曲 宮川麿                                       |
| 2nd | 2020年6月9日  | Honeys!!! Happy(2020ver.)             | 純情ナイトフィーバー     | CD       | 作詞 利根川貴之 作曲 Dr.Usui 編曲 Dr.Usui & Wicky.Recordings 作詞 三浦京介 作曲・編曲 宮川麿 オリコンデイリーランキング1位 ウイークリーランキング9位 |
| 3rd | 2022年8月3日  | 真夏のDiary                           | LOVE HOLIC Re.Quest Love | CD       | ウィークリー21位 |

## 書籍

### ハニースパイス
- 『ハニースパイスオフィシャル写真集』徳間書店、2016年12月17日。ISBN 9784198643201。

### ハニースパイスRe.
- Cream 2019年8月号（株式会社メディアックス）
- MARQUEE Vol.135（2019年10月20日発売、マーキー編集部）[77] ISBN 978-4-434-26484-9

## 出演番組

### ハニースパイスRe.

#### ラジオ
- KBSラジオ『だって?好きなんだもん！』2020年6月度EDテーマ《Happy(2020ver.)》
- FM NACK5『i-rock circuit』2020年5月出演(平野ほのか・木咲りん・雪白はるか)
- InterFM897 『rock field 897』2020年5月出演(平野ほのか・逢沢ありあ・桜井まあか・木咲りん)
- OBSラジオ『4KアイドルRADIO』2020年5月出演(平野ほのか・逢沢ありあ・桜井まあか)
- オンリーラグーンとハニースパイスのラヂオすなわち（2014年5月7日 - 2016年9月。かわさきFM）[78]

※1回の放送につきメンバー1名が出演。月の最終週（第5週目)にはメンバー全員で出演。

#### テレビ
- ｔｖｋ（テレビ神奈川）『13分のステージ』出演
- ｔｖｋ（テレビ神奈川）『関内デビル』出演(平野ほのか・宮花もも)
- CBCテレビ『MAG!C☆PRINCE 大城光のMAG!C☆MUS!C』2020年8月度EDテーマ(Honeys!!!)
- ｔｖｋ（テレビ神奈川）『音楽缶』出演
- 発掘！ミラクルフォト（TOKYO MX）
- 情報プレゼンター とくダネ!（2014年8月4日、フジテレビ） 橘ありかミスワールド2014日本大会ファイナリスト密着
- Music B.B.（TOKYO MX）
- つんつべ♂ 競わせて三田コーナー（TOKYO MX）
- トップアイドル育成バラエティー DD（テレビ埼玉、チバテレ、tvk）
- ヨロンマリンカップ（TOKYO MX）
- Kawaiian TV（スカパー!）
- 「360°まる見え！VRアイドル水泳大会」(2017年4月25日、フジテレビ)[79]伊藤里織
- 東京アイドル戦線（2017年7月6日、テレビ東京）

#### ウェブテレビ
- 矢口真里の火曜The NIGHT（2020年6月10日、ABEMA）平野、桜井のみ
- FRESH LIVE『南波一海のアイドル三十六房』出演(平野ほのか・逢沢ありあ・桜井まあか・木咲りん)